# Oxyepoecus
Oxyepoecus Santschi, 1926 è un genere di formiche della sottofamiglia Myrmicinae.

## Distribuzione
Il genere è distribuito in America Centrale e Meridionale.

## Tassonomia
Il genere è composto da 20 specie:
- Oxyepoecus bidentatus Delsinne & Mackay, 2011
- Oxyepoecus browni Albuquerque & Brandão, 2004
- Oxyepoecus bruchi Santschi, 1926
- Oxyepoecus crassinodus Kempf, 1974
- Oxyepoecus daguerrei Santschi, 1933
- Oxyepoecus ephippiatus Albuquerque & Brandão, 2004
- Oxyepoecus inquilinus Kusnezov, 1952
- Oxyepoecus kempfi Albuquerque & Brandão, 2004
- Oxyepoecus longicephalus Albuquerque & Brandão, 2004
- Oxyepoecus mandibularis Emery, 1913
- Oxyepoecus myops Albuquerque & Brandão, 2009
- Oxyepoecus plaumanni Kempf, 1974
- Oxyepoecus punctifrons Borgmeier, 1927
- Oxyepoecus quadratus Albuquerque & Brandão, 2004
- Oxyepoecus rastratus Mayr, 1887
- Oxyepoecus reticulatus Kempf, 1974
- Oxyepoecus rosai Albuquerque & Brandão, 2009
- Oxyepoecus striatus Mackay & Delsinne, 2011
- Oxyepoecus vezenyii Forel, 1907
- Oxyepoecus vivax Kempf, 1974